# Blue Tongue Entertainment
Blue Tongue Entertainment je australski proizvođač videoigara osnovan 1995. Preuzeo ga je THQ 17. studenog 2004., i time je Blue Tongue postao jedan od deset unutarnjih proizvođačkih studija THQ-a. Blue Tongue je jedan od nekoliko australskih proizvođača videoigara koji igre izdaju diljem svijeta.
Blue Tongue je u početku poslovanja nudio uslugu proizvodnje web stranica. Proizvodnju videoigara počinje 1995. prvom videoigrom AFL Finals Fever. Igra je izdana 1996. i dostigla je treće mjesto na australskoj ljestvici prodanog softwarea, s ukupno 15.000 prodanih primjeraka. Njihov sljedeći naslov, Riding Star, bio je njihova prva međunarodna igra. Riding Star je bio izdan za nekoliko konzola, uključujući Sonyjev PlayStation i Nintendov Game Boy. Blue Tongue je također proizveo igraći engine TOSHI.
Blue Tongue je radio s izdavačima Hasbro Interactive, Vivendi Universal Games, i THQ.
2004. godine, tvrtka je imala profit od 3 milijuna$ i zapošljavala oko 40 ljudi.

## Igre
- AFL Finals Fever (1996.)
- Riding Star (1998.)
- Starship Troopers (2000.)
- Jurassic Park: Operation Genesis (2003.)
- The Polar Express (2004.)
- Nicktoons Unite! (2005.)
- Barnyard  (2006.)
- Nicktoons: Battle for Volcano Island (2006.)
- Nicktoons: Attack of the Toybots(2007.)
- de Blob (2008.)

## Vanjske poveznice
- Službena stranica